# Savo Milošević
Savo Milošević (in serbo Саво Милошевић?; Bijeljina, 2 settembre 1973) è un dirigente sportivo, allenatore di calcio ed ex calciatore jugoslavo, di ruolo attaccante.

## Biografia
L'11 giugno 2011, dopo una lite familiare, il nonno ottantatreenne di Savo Milošević ha imbracciato un fucile e sparato al petto al padre dell'attaccante serbo. Il dramma è avvenuto nel patio della casa di famiglia a Glavičice, 200 chilometri a est di Sarajevo.
È un sostenitore del Partito Democratico Serbo.

## Caratteristiche tecniche
Il suo allenatore nelle file del Parma, Renzo Ulivieri, ne ha lodato lo spirito di squadra e la capacità di mettersi al servizio dei compagni.

## Carriera

### Club

#### Partizan
Cresciuto nelle giovanili del Partizan, debutta in prima squadra nella stagione 1992-1993, militando fino al 1995 in maglia bianconera, mettendo a segno ben 64 gol in 98 incontri e festeggiando la vittoria di due campionati di Serbia e Montenegro (1992-1993, 1993-1994) e di una Coppa di Serbia e Montenegro, e vincendo le classifiche di capocannoniere del campionato nel 1994 e nel 1995.

#### Aston Villa e Real Saragozza
Nell'estate del 1995 si trasferisce in Inghilterra, all'Aston Villa per 3,5 milioni di sterline, con cui disputa tre buoni campionati (91 incontri e 29 gol), e con cui vince la Coppa di Lega 1996 segnando nella vittoriosa finale contro il Leeds United. Dopo tre anni di Premier League, nel 1998 si trasferisce nella Liga spagnola, nel Real Saragozza, dove conferma tutte le proprie qualità di bomber di razza, mettendo a segno 38 gol in 72 partite.

#### Parma
Nell'estate del 2000 viene acquistato dal Parma (per una cifra equivalente a 25 milioni di euro se convertita dalle lire), ma l'impatto con la Serie A non è dei migliori: sono solo 8 gol in 21 incontri nella stagione 2000-2001. Anche l'inizio della sua seconda stagione in Emilia non è convincente; il giocatore si sacrifica, aiuta i compagni, ma non riesce ad essere incisivo sotto porta.

#### Ritorno al Real Saragozza
Nel gennaio 2002, dopo aver messo a segno un solo goal in 10 partite, ritorna al Real Saragozza, club impegnato nella lotta retrocessione; i suoi 6 goal in 16 incontri non valgono la salvezza e la squadra si ritrova all'ultimo posto della stagione 2001-2002.

#### Espanyol e Osasuna
Tra il 2002 e il 2004, pur rimanendo proprietà del Parma, continua a giocare in Spagna, dapprima nell'Espanyol (34 partite e 12 gol), e poi nel Celta Vigo (37 partite e 14 gol) con cui retrocede in Segunda División al termine della stagione 2003-2004. Acquistato definitivamente dall'Osasuna vi milita fino al 2007, disputando 92 partite condite da 24 gol. Rimasto svincolato, nell'ottobre del 2007, va in Canada, a Toronto FC, dove però non trova un accordo con il club.

#### Rubin Kazan' e ritiro
Nel marzo del 2008 si accorda per giocare nella squadra russa del Rubin, che a poche giornate dal termine del campionato si ritrova sorprendentemente in vetta alla classifica. Nella partita disputata contro lo Spartak-Nal'čik (terminata 3-0 per il Rubin) firma i primi due gol nella massima serie russa, che lo incoronano così a cannoniere internazionale, avendo segnato in 5 campionati di nazioni diverse (Serbia, Inghilterra, Spagna, Italia e appunto Russia).
Il 2 novembre 2008, grazie ad un suo gol nel finale della partita contro il Saturn, il Rubin Kazan' vince per la prima volta il campionato russo. Alla fine di novembre 2008 si ritira dal calcio giocato.

### Nazionale
Debutta con la Nazionale jugoslava Il 23 dicembre 1994 nell'amichevole persa per 2-0 contro il Brasile rimpiazzando al 64' Predrag Mijatović. Ha disputato le fasi finali dei Mondiali di Francia 1998 e di Germania 2006, ritirandosi dalla nazionale al termine della fallimentare spedizione serbo-montenegrina. Ha inoltre partecipato agli Europei del 2000, di cui è stato capocannoniere, con 5 gol, insieme a Patrick Kluivert. Tra questi 5 sono stati decisivi quelli segnati nella rimonta da 0-3 a 3-3 contro la Slovenia (doppietta per lui) e del decisivo 1-0 contro la Norvegia.
Nonostante il suo ritiro dalla nazionale dopo il mondiale in Germania, ha giocato un'ultima volta in nazionale il 19 novembre 2008 realizzando una doppietta (oltre ad avere sbagliato ben 2 rigori) nel netto successo per 6-1 in amichevole contro la Bulgaria prima di venire rimpiazzato al 34' da Dragan Mrda.
Vanta complessivamente di 37 gol in 102 presenze con la Nazionale serba, e in passato deteneva il record in entrambe le statistiche.

### Allenatore
Il 27 marzo 2019 diventa il nuovo tecnico del Partizan. Si dimette il 4 settembre 2020 dopo la sconfitta contro il Vojvodina.
Il 16 giugno 2021 viene ingaggiato dall'Olimpia Lubiana, club della massima divisione del calcio sloveno. Il 10 ottobre dello stesso anno termina la sua avventura sulla panchina dei Zeleno-beli.
Il 9 settembre 2023 viene assunto come nuovo ct della Bosnia ed Erzegovina.

## Statistiche

### Presenze e reti nei club
| Stagione              | Squadra               | Campionato            | Campionato | Campionato | Coppe nazionali | Coppe nazionali | Coppe nazionali | Coppe continentali | Coppe continentali | Coppe continentali | Altre coppe | Altre coppe | Altre coppe | Totale | Totale |
| Stagione              | Squadra               | Comp                  | Pres       | Reti       | Comp            | Pres            | Reti            | Comp               | Pres               | Reti               | Comp        | Pres        | Reti        | Pres   | Reti   |
| --------------------- | --------------------- | --------------------- | ---------- | ---------- | --------------- | --------------- | --------------- | ------------------ | ------------------ | ------------------ | ----------- | ----------- | ----------- | ------ | ------ |
| 1992-1993             | Partizan              | PL                    | 31         | 14         | CJ              | 8               | 3               | -                  | -                  | -                  | -           | -           | -           | 39     | 17     |
| 1993-1994             | Partizan              | PL                    | 32         | 21         | CJ              | 9               | 7               | -                  | -                  | -                  | -           | -           | -           | 41     | 28     |
| 1994-1995             | Partizan              | PL                    | 35         | 30         | CJ              | 4               | 4               | -                  | -                  | -                  | -           | -           | -           | 39     | 34     |
| Totale Partizan       | Totale Partizan       | Totale Partizan       | 98         | 65         |                 | 21              | 14              |                    | -                  | -                  |             | -           | -           | 119    | 79     |
| 1995-1996             | Aston Villa           | PL                    | 37         | 12         | FACup+CdL       | 5+7             | 1+1             | -                  | -                  | -                  | -           | -           | -           | 49     | 14     |
| 1996-1997             | Aston Villa           | PL                    | 30         | 10         | FACup+CdL       | 3+1             | 0               | CU                 | 2                  | 0                  | -           | -           | -           | 36     | 10     |
| 1997-1998             | Aston Villa           | PL                    | 23         | 7          | FACup+CdL       | 2+1             | 1+0             | CU                 | 6                  | 1                  | -           | -           | -           | 36     | 9      |
| Totale Aston Villa    | Totale Aston Villa    | Totale Aston Villa    | 90         | 29         |                 | 19              | 3               |                    | 8                  | 1                  |             | -           | -           | 121    | 33     |
| 1998-1999             | Real Saragozza        | PD                    | 35         | 17         | CR              | 2               | 1               | -                  | -                  | -                  | -           | -           | -           | 37     | 18     |
| 1999-2000             | Real Saragozza        | PD                    | 37         | 21         | CR              | 5               | 1               | -                  | -                  | -                  | -           | -           | -           | 42     | 22     |
| 2000-2001             | Parma                 | A                     | 21         | 8          | CI              | 5               | 2               | CU                 | 5                  | 2                  | -           | -           | -           | 31     | 12     |
| 2001-gen. 2002        | Parma                 | A                     | 10         | 1          | CI              | 3               | 1               | UCL+CU             | 2+4                | 0+1                | -           | -           | -           | 19     | 3      |
| Totale Parma          | Totale Parma          | Totale Parma          | 31         | 9          |                 | 8               | 3               |                    | 11                 | 3                  |             | -           | -           | 50     | 15     |
| gen.-giu. 2002        | Real Saragozza        | PD                    | 16         | 6          | CR              | -               | -               | CU                 | -                  | -                  | -           | -           | -           | 16     | 6      |
| Totale Real Saragozza | Totale Real Saragozza | Totale Real Saragozza | 88         | 44         |                 | 7               | 2               |                    | -                  | -                  |             | -           | -           | 94     | 46     |
| 2002-2003             | Espanyol              | PD                    | 34         | 12         | CR              | 1               | 0               | -                  | -                  | -                  | -           | -           | -           | 35     | 12     |
| 2003-2004             | Celta Vigo            | PD                    | 37         | 14         | CR              | 5               | 1               | UCL                | 9                  | 1                  | -           | -           | -           | 51     | 16     |
| 2004-2005             | Osasuna               | PD                    | 27         | 6          | CR              | 7               | 0               | -                  | -                  | -                  | -           | -           | -           | 34     | 6      |
| 2005-2006             | Osasuna               | PD                    | 32         | 11         | CR              | 0               | 0               | CU                 | 2                  | 1                  | -           | -           | -           | 34     | 12     |
| 2006-2007             | Osasuna               | PD                    | 23         | 4          | CR              | 1               | 0               | UCL+CU             | 2+10               | 0                  | -           | -           | -           | 36     | 4      |
| Totale Osasuna        | Totale Osasuna        | Totale Osasuna        | 82         | 21         |                 | 8               | 0               |                    | 14                 | 1                  |             | -           | -           | 104    | 22     |
| 2008                  | Rubin                 | PL                    | 16         | 3          | CR              | 1               | 0               | -                  | -                  | -                  | -           | -           | -           | 17     | 3      |
| Totale Carriera       | Totale Carriera       | Totale Carriera       | 476        | 197        |                 | 70              | 23              |                    | 42                 | 6                  |             | -           | -           | 588    | 226    |

### Cronologia presenze e reti in nazionale

#### RF Jugoslavia
| Cronologia completa delle presenze e delle reti in nazionale ― Jugoslavia | Cronologia completa delle presenze e delle reti in nazionale ― Jugoslavia | Cronologia completa delle presenze e delle reti in nazionale ― Jugoslavia | Cronologia completa delle presenze e delle reti in nazionale ― Jugoslavia | Cronologia completa delle presenze e delle reti in nazionale ― Jugoslavia | Cronologia completa delle presenze e delle reti in nazionale ― Jugoslavia | Cronologia completa delle presenze e delle reti in nazionale ― Jugoslavia | Cronologia completa delle presenze e delle reti in nazionale ― Jugoslavia |
| Data                                                                      | Città                                                                     | In casa                                                                   | Risultato                                                                 | Ospiti                                                                    | Competizione                                                              | Reti                                                                      | Note                                                                      |
| ------------------------------------------------------------------------- | ------------------------------------------------------------------------- | ------------------------------------------------------------------------- | ------------------------------------------------------------------------- | ------------------------------------------------------------------------- | ------------------------------------------------------------------------- | ------------------------------------------------------------------------- | ------------------------------------------------------------------------- |
| 23-12-1994                                                                | Porto Alegre                                                              | Brasile                                                                   | 2 – 0                                                                     | Jugoslavia                                                                | Amichevole                                                                | -                                                                         | 64’                                                                       |
| 31-1-1995                                                                 | Hong Kong                                                                 | Hong Kong League XI                                                       | 1 – 3                                                                     | Jugoslavia                                                                | Lunar New Year Cup 1995 - Semifinale                                      | 2                                                                         |                                                                           |
| 4-2-1995                                                                  | Hong Kong                                                                 | Jugoslavia                                                                | 1 – 0                                                                     | Corea del Sud under 21                                                    | Lunar New Year Cup 1995 - Finale                                          | -                                                                         |                                                                           |
| 31-3-1995                                                                 | Belgrado                                                                  | Jugoslavia                                                                | 1 – 0                                                                     | Uruguay                                                                   | Amichevole                                                                | 1                                                                         | 81’                                                                       |
| 31-5-1995                                                                 | Belgrado                                                                  | Jugoslavia                                                                | 1 – 2                                                                     | Russia                                                                    | Amichevole                                                                | -                                                                         |                                                                           |
| 20-9-1995                                                                 | Salonicco                                                                 | Grecia                                                                    | 0 – 2                                                                     | Jugoslavia                                                                | Amichevole                                                                | 1                                                                         | Ammonizione                                                               |
| 12-11-1995                                                                | San Salvador                                                              | El Salvador                                                               | 1 – 4                                                                     | Jugoslavia                                                                | Amichevole                                                                | -                                                                         |                                                                           |
| 15-11-1995                                                                | Monterrey                                                                 | Messico                                                                   | 1 – 4                                                                     | Jugoslavia                                                                | Amichevole                                                                | -                                                                         | 85’                                                                       |
| 27-3-1996                                                                 | Belgrado                                                                  | Jugoslavia                                                                | 1 – 0                                                                     | Romania                                                                   | Amichevole                                                                | -                                                                         |                                                                           |
| 24-4-1996                                                                 | Belgrado                                                                  | Jugoslavia                                                                | 3 – 1                                                                     | Fær Øer                                                                   | Qual. Mondiali 1998                                                       | 1                                                                         | 87’                                                                       |
| 23-5-1996                                                                 | Shizuoka                                                                  | Messico                                                                   | 0 – 0                                                                     | Jugoslavia                                                                | Kirin Cup 1996                                                            | -                                                                         | 82’                                                                       |
| 26-5-1996                                                                 | Tokyo                                                                     | Giappone                                                                  | 1 – 0                                                                     | Jugoslavia                                                                | Kirin Cup 1996                                                            | -                                                                         | 73’                                                                       |
| 2-6-1996                                                                  | Belgrado                                                                  | Jugoslavia                                                                | 6 – 0                                                                     | Malta                                                                     | Qual. Mondiali 1998                                                       | 1                                                                         | 79’                                                                       |
| 6-10-1996                                                                 | Toftir                                                                    | Fær Øer                                                                   | 1 – 8                                                                     | Jugoslavia                                                                | Qual. Mondiali 1998                                                       | 3                                                                         | 74’                                                                       |
| 10-11-1996                                                                | Belgrado                                                                  | Jugoslavia                                                                | 1 – 0                                                                     | Rep. Ceca                                                                 | Qual. Mondiali 1998                                                       | -                                                                         | 76’                                                                       |
| 7-2-1997                                                                  | Hong Kong                                                                 | Russia                                                                    | 1 – 1 dts (6 – 5 dtr)                                                     | Jugoslavia                                                                | Lunar New Year Cup 1997 - Semifinale                                      | -                                                                         | 71’                                                                       |
| 10-2-1997                                                                 | Hong Kong                                                                 | Hong Kong League XI                                                       | 1 – 3                                                                     | Jugoslavia                                                                | Lunar New Year Cup 1997 - Finale 3º posto                                 | 1                                                                         |                                                                           |
| 12-3-1997                                                                 | Belgrado                                                                  | Jugoslavia                                                                | 0 – 0                                                                     | Russia                                                                    | Amichevole                                                                | -                                                                         | 63’ 81’                                                                   |
| 2-4-1997                                                                  | Praga                                                                     | Rep. Ceca                                                                 | 1 – 2                                                                     | Jugoslavia                                                                | Qual. Mondiali 1998                                                       | 1                                                                         | 82’                                                                       |
| 30-4-1997                                                                 | Belgrado                                                                  | Jugoslavia                                                                | 1 – 1                                                                     | Spagna                                                                    | Qual. Mondiali 1998                                                       | -                                                                         | 34’                                                                       |
| 20-8-1997                                                                 | San Pietroburgo                                                           | Russia                                                                    | 0 – 1                                                                     | Jugoslavia                                                                | Amichevole                                                                | -                                                                         | 43’                                                                       |
| 11-10-1997                                                                | Ta' Qali                                                                  | Malta                                                                     | 0 – 5                                                                     | Jugoslavia                                                                | Qual. Mondiali 1998                                                       | 1                                                                         | 36’ 76’                                                                   |
| 29-10-1997                                                                | Budapest                                                                  | Ungheria                                                                  | 1 – 7                                                                     | Jugoslavia                                                                | Qual. Mondiali 1998                                                       | 1                                                                         | 52’                                                                       |
| 15-11-1997                                                                | Belgrado                                                                  | Jugoslavia                                                                | 5 – 0                                                                     | Ungheria                                                                  | Qual. Mondiali 1998                                                       | 1                                                                         | 60’                                                                       |
| 28-1-1998                                                                 | Tunisi                                                                    | Tunisia                                                                   | 0 – 3                                                                     | Jugoslavia                                                                | Amichevole                                                                | -                                                                         | 82’                                                                       |
| 25-3-1998                                                                 | Bogotà                                                                    | Colombia                                                                  | 0 – 0                                                                     | Jugoslavia                                                                | Amichevole                                                                | -                                                                         | 65’                                                                       |
| 29-5-1998                                                                 | Belgrado                                                                  | Jugoslavia                                                                | 3 – 0                                                                     | Nigeria                                                                   | Amichevole                                                                | 1                                                                         | 46’                                                                       |
| 3-6-1998                                                                  | Losanna                                                                   | Jugoslavia                                                                | 1 – 0                                                                     | Giappone                                                                  | Amichevole                                                                | -                                                                         | 55’                                                                       |
| 6-6-1998                                                                  | Basilea                                                                   | Svizzera                                                                  | 1 – 1                                                                     | Jugoslavia                                                                | Amichevole                                                                | -                                                                         | 77’                                                                       |
| 14-6-1998                                                                 | Saint-Étienne                                                             | Jugoslavia                                                                | 1 – 0                                                                     | Iran                                                                      | Mondiali 1998 - 1º turno                                                  | -                                                                         | 85’                                                                       |
| 25-6-1998                                                                 | Nantes                                                                    | Stati Uniti                                                               | 0 – 1                                                                     | Jugoslavia                                                                | Mondiali 1998 - 1º turno                                                  | -                                                                         |                                                                           |
| 2-9-1998                                                                  | Niš                                                                       | Jugoslavia                                                                | 1 – 1                                                                     | Svizzera                                                                  | Amichevole                                                                | 1                                                                         | 46’                                                                       |
| 23-9-1998                                                                 | São Luís                                                                  | Brasile                                                                   | 1 – 1                                                                     | Jugoslavia                                                                | Amichevole                                                                | -                                                                         | 56’                                                                       |
| 18-11-1998                                                                | Belgrado                                                                  | Jugoslavia                                                                | 1 – 0                                                                     | Irlanda                                                                   | Qual. Euro 2000                                                           | -                                                                         | 75’                                                                       |
| 23-12-1998                                                                | Ramat Gan                                                                 | Israele                                                                   | 2 – 0                                                                     | Jugoslavia                                                                | Amichevole                                                                | -                                                                         | 34’                                                                       |
| 10-2-1999                                                                 | Ta' Qali                                                                  | Malta                                                                     | 0 – 3                                                                     | Jugoslavia                                                                | Qual. Euro 2000                                                           | 1                                                                         | 70’                                                                       |
| 8-6-1999                                                                  | Salonicco                                                                 | Jugoslavia                                                                | 4 – 1                                                                     | Malta                                                                     | Qual. Euro 2000                                                           | 2                                                                         | 46’                                                                       |
| 18-8-1999                                                                 | Belgrado                                                                  | Jugoslavia                                                                | 0 – 0                                                                     | Croazia                                                                   | Qual. Euro 2000                                                           | -                                                                         | 62’                                                                       |
| 1-9-1999                                                                  | Dublino                                                                   | Irlanda                                                                   | 2 – 1                                                                     | Jugoslavia                                                                | Qual. Euro 2000                                                           | -                                                                         |                                                                           |
| 5-9-1999                                                                  | Belgrado                                                                  | Jugoslavia                                                                | 3 – 1                                                                     | Macedonia                                                                 | Qual. Euro 2000                                                           | -                                                                         | 82’                                                                       |
| 8-9-1999                                                                  | Skopje                                                                    | Macedonia                                                                 | 2 – 4                                                                     | Jugoslavia                                                                | Qual. Euro 2000                                                           | 1                                                                         | 82’                                                                       |
| 9-10-1999                                                                 | Zagabria                                                                  | Croazia                                                                   | 2 – 2                                                                     | Jugoslavia                                                                | Qual. Euro 2000                                                           | -                                                                         |                                                                           |
| 23-2-2000                                                                 | Skopje                                                                    | Macedonia                                                                 | 1 – 2                                                                     | Jugoslavia                                                                | Amichevole                                                                | -                                                                         | 46’                                                                       |
| 28-3-2000                                                                 | Belgrado                                                                  | Jugoslavia                                                                | 1 – 0                                                                     | Cina                                                                      | Amichevole                                                                | -                                                                         |                                                                           |
| 25-5-2000                                                                 | Pechino                                                                   | Cina                                                                      | 0 – 2                                                                     | Jugoslavia                                                                | Amichevole                                                                | -                                                                         | 46’                                                                       |
| 28-5-2000                                                                 | Seul                                                                      | Corea del Sud                                                             | 0 – 0                                                                     | Jugoslavia                                                                | Amichevole                                                                | -                                                                         | 46’                                                                       |
| 30-5-2000                                                                 | Seongnam                                                                  | Corea del Sud                                                             | 0 – 0                                                                     | Jugoslavia                                                                | Amichevole                                                                | -                                                                         | 46’                                                                       |
| 13-6-2000                                                                 | Charleroi                                                                 | Jugoslavia                                                                | 3 – 3                                                                     | Slovenia                                                                  | Euro 2000 - 1º turno                                                      | 2                                                                         | 52’                                                                       |
| 18-6-2000                                                                 | Liegi                                                                     | Jugoslavia                                                                | 1 – 0                                                                     | Norvegia                                                                  | Euro 2000 - 1º turno                                                      | 1                                                                         |                                                                           |
| 21-6-2000                                                                 | Bruges                                                                    | Spagna                                                                    | 4 – 3                                                                     | Jugoslavia                                                                | Euro 2000 - 1º turno                                                      | 1                                                                         |                                                                           |
| 25-6-2000                                                                 | Rotterdam                                                                 | Paesi Bassi                                                               | 6 – 1                                                                     | Jugoslavia                                                                | Euro 2000 - Quarti di finale                                              | 1                                                                         |                                                                           |
| 16-8-2000                                                                 | Belfast                                                                   | Irlanda del Nord                                                          | 1 – 2                                                                     | Jugoslavia                                                                | Amichevole                                                                | -                                                                         | 55’                                                                       |
| 3-9-2000                                                                  | Lussemburgo                                                               | Lussemburgo                                                               | 0 – 2                                                                     | Jugoslavia                                                                | Qual. Mondiali 2002                                                       | 1                                                                         |                                                                           |
| 15-11-2000                                                                | Bucarest                                                                  | Romania                                                                   | 2 – 1                                                                     | Jugoslavia                                                                | Amichevole                                                                | -                                                                         | 59’                                                                       |
| 24-3-2001                                                                 | Belgrado                                                                  | Jugoslavia                                                                | 1 – 1                                                                     | Svizzera                                                                  | Qual. Mondiali 2002                                                       | -                                                                         |                                                                           |
| 28-3-2001                                                                 | Lubiana                                                                   | Slovenia                                                                  | 1 – 1                                                                     | Jugoslavia                                                                | Qual. Mondiali 2002                                                       | 1                                                                         | 77’                                                                       |
| 2-6-2001                                                                  | Mosca                                                                     | Russia                                                                    | 1 – 1                                                                     | Jugoslavia                                                                | Qual. Mondiali 2002                                                       | -                                                                         |                                                                           |
| 6-6-2001                                                                  | Toftir                                                                    | Fær Øer                                                                   | 0 – 6                                                                     | Jugoslavia                                                                | Qual. Mondiali 2002                                                       | 1                                                                         |                                                                           |
| 15-8-2001                                                                 | Belgrado                                                                  | Jugoslavia                                                                | 2 – 0                                                                     | Fær Øer                                                                   | Qual. Mondiali 2002                                                       | -                                                                         | 46’                                                                       |
| 1-9-2001                                                                  | Basilea                                                                   | Svizzera                                                                  | 1 – 2                                                                     | Jugoslavia                                                                | Qual. Mondiali 2002                                                       | 1                                                                         | 69’                                                                       |
| 5-9-2001                                                                  | Belgrado                                                                  | Jugoslavia                                                                | 1 – 1                                                                     | Slovenia                                                                  | Qual. Mondiali 2002                                                       | -                                                                         |                                                                           |
| 6-10-2001                                                                 | Belgrado                                                                  | Jugoslavia                                                                | 6 – 2                                                                     | Lussemburgo                                                               | Qual. Mondiali 2002                                                       | 2                                                                         |                                                                           |
| 13-2-2002                                                                 | Phoenix                                                                   | Messico                                                                   | 1 – 2                                                                     | Jugoslavia                                                                | Amichevole                                                                | 1                                                                         | 58’                                                                       |
| 27-3-2002                                                                 | Fortaleza                                                                 | Brasile                                                                   | 1 – 0                                                                     | Jugoslavia                                                                | Amichevole                                                                | -                                                                         | 82’                                                                       |
| 17-5-2002                                                                 | Mosca                                                                     | Ucraina                                                                   | 2 – 0                                                                     | Jugoslavia                                                                | LG Cup 2002 (Russia) - Semifinale                                         | -                                                                         | 46’                                                                       |
| 19-5-2002                                                                 | Mosca                                                                     | Russia                                                                    | 1 – 1 (5 – 6 dtr)                                                         | Jugoslavia                                                                | LG Cup 2002 (Russia) - Finale 3º posto                                    | -                                                                         | 71’                                                                       |
| 21-8-2002                                                                 | Sarajevo                                                                  | Bosnia ed Erzegovina                                                      | 0 – 2                                                                     | Jugoslavia                                                                | Amichevole                                                                | -                                                                         | 61’                                                                       |
| 6-9-2002                                                                  | Praga                                                                     | Rep. Ceca                                                                 | 5 – 0                                                                     | Jugoslavia                                                                | Amichevole                                                                | -                                                                         | 56’                                                                       |
| 12-10-2002                                                                | Napoli                                                                    | Italia                                                                    | 1 – 1                                                                     | Jugoslavia                                                                | Qual. Euro 2004                                                           | -                                                                         | 73’                                                                       |
| 16-10-2002                                                                | Belgrado                                                                  | Jugoslavia                                                                | 2 – 0                                                                     | Finlandia                                                                 | Qual. Euro 2004                                                           | 1                                                                         | 46’                                                                       |
| 20-11-2002                                                                | Saint-Denis                                                               | Francia                                                                   | 3 – 0                                                                     | Jugoslavia                                                                | Amichevole                                                                | -                                                                         | 46’                                                                       |
| Totale                                                                    |                                                                           | Presenze                                                                  | 71                                                                        |                                                                           | Reti                                                                      | 32                                                                        |                                                                           |

#### Serbia e Montenegro
| Cronologia completa delle presenze e delle reti in nazionale ― Serbia e Montenegro | Cronologia completa delle presenze e delle reti in nazionale ― Serbia e Montenegro | Cronologia completa delle presenze e delle reti in nazionale ― Serbia e Montenegro | Cronologia completa delle presenze e delle reti in nazionale ― Serbia e Montenegro | Cronologia completa delle presenze e delle reti in nazionale ― Serbia e Montenegro | Cronologia completa delle presenze e delle reti in nazionale ― Serbia e Montenegro | Cronologia completa delle presenze e delle reti in nazionale ― Serbia e Montenegro | Cronologia completa delle presenze e delle reti in nazionale ― Serbia e Montenegro |
| Data                                                                               | Città                                                                              | In casa                                                                            | Risultato                                                                          | Ospiti                                                                             | Competizione                                                                       | Reti                                                                               | Note                                                                               |
| ---------------------------------------------------------------------------------- | ---------------------------------------------------------------------------------- | ---------------------------------------------------------------------------------- | ---------------------------------------------------------------------------------- | ---------------------------------------------------------------------------------- | ---------------------------------------------------------------------------------- | ---------------------------------------------------------------------------------- | ---------------------------------------------------------------------------------- |
| 12-2-2003                                                                          | Podgorica                                                                          | Serbia e Montenegro                                                                | 2 – 2                                                                              | Azerbaigian                                                                        | Qual. Euro 2004                                                                    | -                                                                                  |                                                                                    |
| 27-3-2003                                                                          | Kruševac                                                                           | Serbia e Montenegro                                                                | 1 – 2                                                                              | Bulgaria                                                                           | Amichevole                                                                         | -                                                                                  | 46’                                                                                |
| 30-4-2003                                                                          | Brema                                                                              | Germania                                                                           | 1 – 0                                                                              | Serbia e Montenegro                                                                | Amichevole                                                                         | -                                                                                  | cap.                                                                               |
| 3-6-2003                                                                           | Leicester                                                                          | Inghilterra                                                                        | 2 – 1                                                                              | Serbia e Montenegro                                                                | Amichevole                                                                         | -                                                                                  | 74’                                                                                |
| 7-6-2003                                                                           | Tampere                                                                            | Finlandia                                                                          | 3 – 0                                                                              | Serbia e Montenegro                                                                | Qual. Euro 2004                                                                    | -                                                                                  | 46’                                                                                |
| 11-6-2003                                                                          | Baku                                                                               | Azerbaigian                                                                        | 2 – 1                                                                              | Serbia e Montenegro                                                                | Qual. Euro 2004                                                                    | -                                                                                  | 89’                                                                                |
| 20-8-2003                                                                          | Belgrado                                                                           | Serbia e Montenegro                                                                | 1 – 0                                                                              | Galles                                                                             | Qual. Euro 2004                                                                    | -                                                                                  | 70’ 90+3’                                                                          |
| 10-9-2003                                                                          | Belgrado                                                                           | Serbia e Montenegro                                                                | 1 – 1                                                                              | Italia                                                                             | Qual. Euro 2004                                                                    | -                                                                                  | cap.                                                                               |
| 11-10-2003                                                                         | Cardiff                                                                            | Galles                                                                             | 2 – 3                                                                              | Serbia e Montenegro                                                                | Qual. Euro 2004                                                                    | 1                                                                                  | 54’                                                                                |
| 16-11-2003                                                                         | Płock                                                                              | Polonia                                                                            | 4 – 3                                                                              | Serbia e Montenegro                                                                | Amichevole                                                                         | -                                                                                  | cap. 70’                                                                           |
| 11-7-2004                                                                          | Fukuoka                                                                            | Serbia e Montenegro                                                                | 2 – 0                                                                              | Slovacchia                                                                         | Kirin Cup 2004                                                                     | 1                                                                                  | cap. 60’                                                                           |
| 13-7-2004                                                                          | Yokohama                                                                           | Giappone                                                                           | 1 – 0                                                                              | Serbia e Montenegro                                                                | Kirin Cup 2004                                                                     | -                                                                                  | cap. 75’ 80’                                                                       |
| 18-8-2004                                                                          | Lubiana                                                                            | Slovenia                                                                           | 1 – 1                                                                              | Serbia e Montenegro                                                                | Amichevole                                                                         | -                                                                                  | cap. 82’                                                                           |
| 4-9-2004                                                                           | Serravalle                                                                         | San Marino                                                                         | 0 – 3                                                                              | Serbia e Montenegro                                                                | Qual. Mondiali 2006                                                                | -                                                                                  | cap. 68’                                                                           |
| 9-10-2004                                                                          | Sarajevo                                                                           | Bosnia ed Erzegovina                                                               | 0 – 0                                                                              | Serbia e Montenegro                                                                | Qual. Mondiali 2006                                                                | -                                                                                  | cap. 77’                                                                           |
| 13-10-2004                                                                         | Belgrado                                                                           | Serbia e Montenegro                                                                | 5 – 0                                                                              | San Marino                                                                         | Qual. Mondiali 2006                                                                | 1                                                                                  | cap.                                                                               |
| 17-11-2004                                                                         | Bruxelles                                                                          | Belgio                                                                             | 0 – 2                                                                              | Serbia e Montenegro                                                                | Qual. Mondiali 2006                                                                | -                                                                                  | cap. 27’                                                                           |
| 9-2-2005                                                                           | Sofia                                                                              | Bulgaria                                                                           | 0 – 0                                                                              | Serbia e Montenegro                                                                | Amichevole                                                                         | -                                                                                  | 63’                                                                                |
| 30-3-2005                                                                          | Belgrado                                                                           | Serbia e Montenegro                                                                | 0 – 0                                                                              | Spagna                                                                             | Qual. Mondiali 2006                                                                | -                                                                                  | cap. 65’                                                                           |
| 15-8-2005                                                                          | Kiev                                                                               | Polonia                                                                            | 3 – 2                                                                              | Serbia e Montenegro                                                                | Amichevole                                                                         | -                                                                                  | 46’                                                                                |
| 17-8-2005                                                                          | Kiev                                                                               | Ucraina                                                                            | 2 – 1                                                                              | Serbia e Montenegro                                                                | Amichevole                                                                         | -                                                                                  | cap. 46’                                                                           |
| 3-9-2005                                                                           | Belgrado                                                                           | Serbia e Montenegro                                                                | 2 – 0                                                                              | Lituania                                                                           | Qual. Mondiali 2006                                                                | -                                                                                  | cap. 59’                                                                           |
| 8-10-2005                                                                          | Vilnius                                                                            | Lituania                                                                           | 0 – 2                                                                              | Serbia e Montenegro                                                                | Qual. Mondiali 2006                                                                | -                                                                                  | 88’                                                                                |
| 13-11-2005                                                                         | Nanchino                                                                           | Cina                                                                               | 0 – 2                                                                              | Serbia e Montenegro                                                                | Amichevole                                                                         | -                                                                                  | cap. 46’                                                                           |
| 16-11-2005                                                                         | Seul                                                                               | Corea del Sud                                                                      | 0 – 2                                                                              | Serbia e Montenegro                                                                | Amichevole                                                                         | -                                                                                  | cap. 46’                                                                           |
| 1-3-2006                                                                           | Tunisi                                                                             | Tunisia                                                                            | 0 – 1                                                                              | Serbia e Montenegro                                                                | Amichevole                                                                         | -                                                                                  | cap. 74’                                                                           |
| 27-5-2006                                                                          | Belgrado                                                                           | Serbia e Montenegro                                                                | 1 – 1                                                                              | Uruguay                                                                            | Amichevole                                                                         | -                                                                                  | cap. 57’                                                                           |
| 11-6-2006                                                                          | Lipsia                                                                             | Serbia e Montenegro                                                                | 0 – 1                                                                              | Paesi Bassi                                                                        | Mondiali 2006 - 1º turno                                                           | -                                                                                  | cap. 46’                                                                           |
| 16-6-2006                                                                          | Gelsenkirchen                                                                      | Argentina                                                                          | 6 – 0                                                                              | Serbia e Montenegro                                                                | Mondiali 2006 - 1º turno                                                           | -                                                                                  | cap. 70’                                                                           |
| 21-6-2006                                                                          | Monaco di Baviera                                                                  | Costa d'Avorio                                                                     | 3 – 2                                                                              | Serbia e Montenegro                                                                | Mondiali 2006 - 1º turno                                                           | -                                                                                  | 67’                                                                                |
| Totale                                                                             |                                                                                    | Presenze                                                                           | 30                                                                                 |                                                                                    | Reti                                                                               | 3                                                                                  |                                                                                    |

#### Serbia
| Cronologia completa delle presenze e delle reti in nazionale ― Serbia | Cronologia completa delle presenze e delle reti in nazionale ― Serbia | Cronologia completa delle presenze e delle reti in nazionale ― Serbia | Cronologia completa delle presenze e delle reti in nazionale ― Serbia | Cronologia completa delle presenze e delle reti in nazionale ― Serbia | Cronologia completa delle presenze e delle reti in nazionale ― Serbia | Cronologia completa delle presenze e delle reti in nazionale ― Serbia | Cronologia completa delle presenze e delle reti in nazionale ― Serbia |
| Data                                                                  | Città                                                                 | In casa                                                               | Risultato                                                             | Ospiti                                                                | Competizione                                                          | Reti                                                                  | Note                                                                  |
| --------------------------------------------------------------------- | --------------------------------------------------------------------- | --------------------------------------------------------------------- | --------------------------------------------------------------------- | --------------------------------------------------------------------- | --------------------------------------------------------------------- | --------------------------------------------------------------------- | --------------------------------------------------------------------- |
| 19-11-2008                                                            | Belgrado                                                              | Serbia                                                                | 6 – 1                                                                 | Bulgaria                                                              | Amichevole                                                            | 2                                                                     | cap. 34’                                                              |
| Totale                                                                |                                                                       | Presenze                                                              | 1                                                                     |                                                                       | Reti                                                                  | 2                                                                     |                                                                       |

### Statistiche da allenatore

#### Nazionale bosniaca
Statistiche aggiornate al 29 settembre 2023.
| Squadra              | Naz                             | da                | a        | Record | Record | Record | Record     | Record | Record | Record | Record |
| G                    | V                               | N                 | P        | GF     | GS     | DR     | Vittorie % |        |        |        |        |
| -------------------- | ------------------------------- | ----------------- | -------- | ------ | ------ | ------ | ---------- | ------ | ------ | ------ | ------ |
| Bosnia ed Erzegovina | Bosnia ed Erzegovina (bandiera) | 29 settembre 2023 | in corso | 5      | 1      | 0      | 4          | 5      | 13     | −8     | 20,00  |
| Totale               | Totale                          | Totale            | Totale   | 5      | 1      | 0      | 4          | 5      | 13     | −8     | 20,00  |

#### Nazionale bosniaca nel dettaglio
| 2023                        | Bosnia ed Erzegovina        | Qual. Euro 2024             | Sub., 5° nel gruppo J, eliminato ai play-off | 4 | 1 | 0 | 3 | 25,00 | 4 | 11 | -7 |
| mar. 2024                   | Bosnia ed Erzegovina        | Qual. Euro 2024             | Sub., 5° nel gruppo J, eliminato ai play-off | 1 | 0 | 0 | 1 | &0,00 | 1 | 2  | -1 |
| Totale Bosnia ed Erzegovina | Totale Bosnia ed Erzegovina | Totale Bosnia ed Erzegovina | Totale Bosnia ed Erzegovina                  | 5 | 1 | 0 | 4 | 20,00 | 5 | 13 | -8 |

#### Panchine da commissario tecnico della nazionale bosniaca
| Cronologia completa delle presenze e delle reti in nazionale ― Bosnia ed Erzegovina | Cronologia completa delle presenze e delle reti in nazionale ― Bosnia ed Erzegovina | Cronologia completa delle presenze e delle reti in nazionale ― Bosnia ed Erzegovina | Cronologia completa delle presenze e delle reti in nazionale ― Bosnia ed Erzegovina | Cronologia completa delle presenze e delle reti in nazionale ― Bosnia ed Erzegovina | Cronologia completa delle presenze e delle reti in nazionale ― Bosnia ed Erzegovina | Cronologia completa delle presenze e delle reti in nazionale ― Bosnia ed Erzegovina | Cronologia completa delle presenze e delle reti in nazionale ― Bosnia ed Erzegovina |
| Data                                                                                | Città                                                                               | In casa                                                                             | Risultato                                                                           | Ospiti                                                                              | Competizione                                                                        | Reti                                                                                | Note                                                                                |
| ----------------------------------------------------------------------------------- | ----------------------------------------------------------------------------------- | ----------------------------------------------------------------------------------- | ----------------------------------------------------------------------------------- | ----------------------------------------------------------------------------------- | ----------------------------------------------------------------------------------- | ----------------------------------------------------------------------------------- | ----------------------------------------------------------------------------------- |
| 13-10-2023                                                                          | Vaduz                                                                               | Liechtenstein                                                                       | 0 – 2                                                                               | Bosnia ed Erzegovina                                                                | Qual. Euro 2024                                                                     | Amar Rahmanović Miroslav Stevanović                                                 | Cap: E. Džeko                                                                       |
| 16-10-2023                                                                          | Zenica                                                                              | Bosnia ed Erzegovina                                                                | 0 – 5                                                                               | Portogallo                                                                          | Qual. Euro 2024                                                                     |                                                                                     | Cap: E. Džeko                                                                       |
| 16-11-2023                                                                          | Lussemburgo                                                                         | Lussemburgo                                                                         | 4 – 1                                                                               | Bosnia ed Erzegovina                                                                | Qual. Euro 2024                                                                     | Renato Gojković                                                                     | Cap: E. Džeko                                                                       |
| 19-11-2023                                                                          | Zenica                                                                              | Bosnia ed Erzegovina                                                                | 1 – 2                                                                               | Slovacchia                                                                          | Qual. Euro 2024                                                                     | Autorete                                                                            | Cap: E. Džeko                                                                       |
| 21-3-2024                                                                           | Zenica                                                                              | Bosnia ed Erzegovina                                                                | 1 – 2                                                                               | Ucraina                                                                             | Qual. Euro 2024                                                                     | autorete                                                                            | Cap: E. Džeko                                                                       |
| Totale                                                                              |                                                                                     | Presenze                                                                            | 5                                                                                   |                                                                                     | Reti                                                                                | 5                                                                                   |                                                                                     |

## Palmarès

### Giocatore

#### Competizioni nazionali
- Campionato serbo-montenegrino: 2

Partizan: 1992-1993, 1993-1994
- Coppa di Serbia e Montenegro: 2

Partizan: 1993-1994
- Coppa di Lega inglese: 1

Aston Villa: 1995-1996
- Campionato russo: 1

Rubin: 2008

### Allenatore

#### Competizioni nazionali
- Coppa di Serbia: 1

Partizan: 2018-2019